# Lijst van rijksmonumenten in Bad Nieuweschans
De plaats Bad Nieuweschans telt 47 inschrijvingen in het rijksmonumentenregister. Hieronder een overzicht. 
Voor een overzicht van beschikbare afbeeldingen zie de categorie Rijksmonumenten in Bad Nieuweschans op Wikimedia Commons.
| Object                                                                                          | Oorspronkelijke functie?  | Bouwjaar                                  | Architect | Locatie                     | Coördinaten?                  | Nr.?   | Afbeelding                                                                      |
| ----------------------------------------------------------------------------------------------- | ------------------------- | ----------------------------------------- | --------- | --------------------------- | ----------------------------- | ------ | ------------------------------------------------------------------------------- |
| Boerderij van een oud Oldambtster type met onderkelderde kamer en inritten in voor- en zijgevel | Boerderij                 |                                           |           | Oude Statenzijl 1           | 53° 11' 32" NB, 7° 12' 26" OL | 8873   | Meer afbeeldingen                                                               |
| Fors pand onder zadeldak tegen puntgevel met beitelingen                                        | Woonhuis                  |                                           |           | Achterstraat 26             | 53° 10' 47" NB, 7° 12' 29" OL | 30451  | Meer afbeeldingen                                                               |
| Pand onder zadeldak tegen puntgevel met houten lijsten                                          | Woonhuis                  |                                           |           | Achterstraat 28             | 53° 10' 46" NB, 7° 12' 29" OL | 30452  | Meer afbeeldingen                                                               |
| Breed pand onder schilddak met twee hoekschoorstenen                                            | Boerderij                 |                                           |           | Achterstraat 30             | 53° 10' 46" NB, 7° 12' 29" OL | 30453  | Meer afbeeldingen                                                               |
| Voormalige synagoge                                                                             | Kerk en kerkonderdeel     | 1811 mog. 1856 (uitbr.)                   |           | Achterstraat 40             | 53° 10' 45" NB, 7° 12' 30" OL | 30454  | Meer afbeeldingen                                                               |
| Grote boerderij van het Oldambtster type met twee series zaadzoldervensters                     | Boerderij                 | 1850                                      |           | Hamdijk 22                  | 53° 9' 42" NB, 7° 10' 6" OL   | 30455  | Meer afbeeldingen                                                               |
| Grote boerderij van het Oldambtster type                                                        | Boerderij                 | 1870                                      |           | Hamdijk 25                  | 53° 9' 39" NB, 7° 11' 4" OL   | 30456  | Meer afbeeldingen                                                               |
| Garnizoenskerk                                                                                  | Kerk en kerkonderdeel     | 1751                                      |           | Kerkstraat 1                | 53° 10' 47" NB, 7° 12' 23" OL | 30458  | Meer afbeeldingen                                                               |
| Pand met verdieping onder zadeldak tegen gepleisterde topgevel met nokanker                     | Woonhuis                  |                                           |           | Voorstraat 11               | 53° 10' 50" NB, 7° 12' 25" OL | 30459  | Meer afbeeldingen                                                               |
| Woonhuis onder breed zadeldak met voorschild                                                    | Woonhuis                  | mog. 17e eeuw (kern)                      |           | Voorstraat 13               | 53° 10' 49" NB, 7° 12' 25" OL | 30460  | Meer afbeeldingen                                                               |
| Pand onder zadeldak met wolfseind boven gepleisterde voorgevel                                  | Woonhuis                  | vroege 19e eeuw                           |           | Voorstraat 15               | 53° 10' 49" NB, 7° 12' 25" OL | 30461  | Meer afbeeldingen                                                               |
| Pand onder zadeldak met wolfseind boven gepleisterde voorgevel                                  | Woonhuis                  | ca. 1860                                  |           | Voorstraat 17               | 53° 10' 49" NB, 7° 12' 25" OL | 30462  | Meer afbeeldingen                                                               |
| Pand onder zadeldak met wolfseind boven ingezwenkte gepleisterde voorgevel                      | Woonhuis                  | ca. 1860                                  |           | Voorstraat 19               | 53° 10' 48" NB, 7° 12' 24" OL | 30463  | Meer afbeeldingen                                                               |
| Pand zonder verdieping onder schilddak met hoekschoorstenen                                     | Woonhuis                  | 1750-1800                                 |           | Voorstraat 21               | 53° 10' 48" NB, 7° 12' 25" OL | 30464  | Meer afbeeldingen                                                               |
| Twee samengevoegde huisjes onder gemeenschappelijk schilddak                                    | Woonhuis                  | 1750-1800                                 |           | Voorstraat 23               | 53° 10' 47" NB, 7° 12' 24" OL | 30465  | Meer afbeeldingen                                                               |
| Pand met gepleisterde voorgevel onder zadeldak met voorschild                                   | Woonhuis                  |                                           |           | Voorstraat 25               | 53° 10' 47" NB, 7° 12' 24" OL | 30466  | Meer afbeeldingen                                                               |
| Pand zonder verdieping met forse kroonlijst onder zadeldak met voorschild en topschoorsteen     | Woonhuis                  |                                           |           | Voorstraat 27               | 53° 10' 47" NB, 7° 12' 24" OL | 30467  | Meer afbeeldingen                                                               |
| Pand onder zadeldak met wolfseind                                                               | Woonhuis                  |                                           |           | Voorstraat 31               | 53° 10' 46" NB, 7° 12' 24" OL | 30468  | Meer afbeeldingen                                                               |
| Twee panden onder dwars zadeldak tussen topgevels                                               | Woonhuis                  |                                           |           | Voorstraat 35               | 53° 10' 45" NB, 7° 12' 24" OL | 30469  | Meer afbeeldingen                                                               |
| Diep pand onder zadeldak met voorschild boven forse kroonlijst                                  | Woonhuis                  | mog. 17e eeuw (kern)                      |           | Voorstraat 6                | 53° 10' 50" NB, 7° 12' 27" OL | 30470  | Meer afbeeldingen                                                               |
| Pand met verdieping en zolderverdieping onder diep zadeldak met voorschild                      | Woonhuis                  | mog. 17e eeuw (kern)                      |           | Voorstraat 8                | 53° 10' 50" NB, 7° 12' 27" OL | 30471  | Meer afbeeldingen                                                               |
| Pand onder zadeldak tussen puntgevels                                                           | Woonhuis                  |                                           |           | Voorstraat 10               | 53° 10' 50" NB, 7° 12' 27" OL | 30472  | Meer afbeeldingen                                                               |
| Pand onder zadeldak tussen topgevels                                                            | Woonhuis                  | 19e eeuw (voorgevel)                      |           | Voorstraat 12               | 53° 10' 49" NB, 7° 12' 27" OL | 30473  | Meer afbeeldingen                                                               |
| Pand met verdieping onder zadeldak met voorschild                                               | Woonhuis                  | mog. 17e eeuw (kern)                      |           | Voorstraat 14               | 53° 10' 49" NB, 7° 12' 27" OL | 30474  | Meer afbeeldingen                                                               |
| Pand onder zadeldak tegen halsgevel bekroond door driehoekig fronton                            | Woonhuis                  | 1750-1800                                 |           | Voorstraat 18               | 53° 10' 49" NB, 7° 12' 28" OL | 30475  | Meer afbeeldingen                                                               |
| Woonhuis met verdieping onder zadeldak met voorschild                                           | Woonhuis                  | mog. 17e eeuw (kern)                      |           | Voorstraat 24               | 53° 10' 48" NB, 7° 12' 27" OL | 30476  | Meer afbeeldingen                                                               |
| Woonhuis met verdieping onder zadeldak met voorschild                                           | Woonhuis                  | mog. 17e eeuw (kern)                      |           | Voorstraat 26               | 53° 10' 48" NB, 7° 12' 27" OL | 30477  | Meer afbeeldingen                                                               |
| Pand onder diep zadeldak met voorschild waarboven schoorsteen                                   | Woonhuis                  | mog. 17e eeuw (kern) 19e eeuw (voorgevel) |           | Voorstraat 28               | 53° 10' 48" NB, 7° 12' 28" OL | 30478  | Meer afbeeldingen                                                               |
| Voorm. Hoofdwacht                                                                               | Militair wachtgebouw      |                                           |           | Voorstraat 30               | 53° 10' 47" NB, 7° 12' 27" OL | 30479  | Meer afbeeldingen                                                               |
| Woonhuis met verdieping onder zadeldak tussen topgevel                                          | Woonhuis                  |                                           |           | Voorstraat 36               | 53° 10' 46" NB, 7° 12' 27" OL | 30480  | Meer afbeeldingen                                                               |
| Pand onder dwars zadeldak (vormt een geheel met nr. 40)                                         | Woonhuis                  | 1750-1800                                 |           | Voorstraat 38               | 53° 10' 46" NB, 7° 12' 27" OL | 30481  | Meer afbeeldingen                                                               |
| Pand onder dwars zadeldak (vormt een geheel met nr. 38)                                         | Woonhuis                  | 1750-1800                                 |           | Voorstraat 40               | 53° 10' 46" NB, 7° 12' 27" OL | 30482  | Meer afbeeldingen                                                               |
| Drie sobere woningen onder doorgaand dwars zadeldak tussen topgevels                            | Woonhuis                  |                                           |           | Voorstraat 46-50            | 53° 10' 45" NB, 7° 12' 26" OL | 30483  | Meer afbeeldingen                                                               |
| Dwarshuisboerderij onder schilddak met hoekschoorstenen                                         | Boerderij                 | 1800-1850                                 |           | Voorstraat 52               | 53° 10' 43" NB, 7° 12' 25" OL | 30484  | Dwarshuisboerderij onder schilddak met hoekschoorstenen                         |
| Vesting Nieuweschans, restant vestinggracht                                                     | Gracht                    |                                           |           | Rusthoflaan, op kerkhof     | 53° 10' 46" NB, 7° 12' 50" OL | 30485  | Vesting Nieuweschans, restant vestinggracht                                     |
| Joodse begraafplaats                                                                            | Begraafplaats en -onderdl | ca. 1817                                  |           | Bunderpoort                 | 53° 10' 45" NB, 7° 12' 44" OL | 30486  | Meer afbeeldingen                                                               |
| Vesting Nieuweschans, fragment vesting                                                          | Omwalling                 |                                           |           | Bunderpoort, bij kerkhof    | 53° 10' 48" NB, 7° 12' 46" OL | 30487  | Meer afbeeldingen                                                               |
| Voorm. locomotievenloods                                                                        | Opslag                    | 1877                                      |           | Oudezijl 1                  | 53° 11' 8" NB, 7° 12' 8" OL   | 522546 | Meer afbeeldingen                                                               |
| Bedieningsgebouwtje spoorbrug                                                                   | Bedieningsgebouw          | ca. 1930                                  |           | bij Oudezijl 1              | 53° 11' 8" NB, 7° 12' 8" OL   | 522547 | Bedieningsgebouwtje spoorbrug                                                   |
| Hamdijk                                                                                         | Boerderij                 | ca. 1850 (hoofdschuur) 1922 (voorhuis)    |           | Hamdijk 49                  | 53° 9' 31" NB, 7° 9' 12" OL   | 522549 | Meer afbeeldingen                                                               |
| Hamdijk, bijschuur                                                                              | Boerderij                 | 1949                                      |           | bij Hamdijk 49              | 53° 9' 31" NB, 7° 9' 12" OL   | 522550 | Meer afbeeldingen                                                               |
| Hamdijk, stookhut                                                                               | Boerderij                 | ca. 1900                                  |           | bij Hamdijk 49              | 53° 9' 31" NB, 7° 9' 12" OL   | 522551 | Meer afbeeldingen                                                               |
| Remkesheerd                                                                                     | Boerderij                 | 1757 1887 (herb. na brand) 1966 (verb.)   |           | Hamdijk 39                  | 53° 9' 43" NB, 7° 9' 58" OL   | 522562 | Meer afbeeldingen                                                               |
| Voorm. graansilo in aan de Delftse School verwante stijl                                        | Opslag                    | ca. 1946 1961 (uitbr.) 1964 (uitbr.)      |           | bij Verlengde Hoofdstraat 1 | 53° 11' 5" NB, 7° 12' 11" OL  | 522568 | Meer afbeeldingen                                                               |
| Herenhuis in Overgangsstijl met Chaletstijl-elementen met aangebouwd achterhuis                 | Woonhuis                  | ca. 1905                                  |           | W. Mettingstraat 16         | 53° 11' 0" NB, 7° 12' 55" OL  | 522569 | Herenhuis in Overgangsstijl met Chaletstijl-elementen met aangebouwd achterhuis |
| Voorm. marechausseekazerne in Interbellumstijl                                                  | Militair verblijfsgebouw  | 1918 1969-'70 (verb./uitbr.) 1992 (verb.) |           | Molenstraat 5               | 53° 10' 51" NB, 7° 12' 21" OL | 522570 | Marechausseekazerne Voorm. marechausseekazerne in Interbellumstijl              |
| Dwarshuisboerderij op rechthoekige plattegrond dat zich verbreedt door middel van een krimp     | Boerderij                 | 1864 1868 (toegangshek)                   |           | Hamdijk 9                   | 53° 9' 52" NB, 7° 11' 33" OL  | 524390 | Meer afbeeldingen                                                               |